# Rio Taloro
O rio Taloro é um rio na Sardenha que nasce perto de Fonni e deságua no rio Tirso, percorrendo 63 km.